# Heiko Cramer
Heiko Cramer (* 30. Juli 1971 in Weimar) ist ein ehemaliger deutscher Fußballspieler, der im zentralen Mittelfeld aktiv war.

## Sportliche Laufbahn
Cramer begann seine Fußballkarriere beim SC 1903 Weimar, für den er insgesamt 26 Spiele absolvierte. Anschließend wechselte er zum FC Rot-Weiß Erfurt, wo er von 1992 bis 1995 aktiv war und in 89 Ligaeinsätzen 26 Tore erzielte. Von 1995 bis 1998 spielte er in der 2. Bundesliga für den direkten Rivalen aus Thüringen, den FC Carl Zeiss Jena, und brachte es auf 59 Ligaspiele und 5 Tore. Von Juli 1998 bis Dezember 2000 hatte er ein Intermezzo beim FSV Zwickau in der Regionalliga Nordost, wo er 38 Einsätze verzeichnete und vier Tore erzielte.
Anschließend kehrte Cramer zum FC Rot-Weiß Erfurt zurück, bei dem er seine größten Erfolge feierte. In den Saisons 2000/01 und 2001/02 gewann er mit der Mannschaft den Thüringer Landespokal. Insgesamt brachte er es zwischen 1999 und 2001 auf 32 Ligaeinsätze und sechs Tore für Erfurt. Seine letzte Station als Spieler war der FC Sachsen Leipzig, für den er von Juli 2001 bis Dezember 2004 aktiv war und in 70 Spielen 13 Treffer erzielte.
Während seiner Karriere absolvierte Cramer im DFB-Pokal sieben Spiele und erzielte dabei zwei Tore. Besonders bemerkenswert war das Erreichen des Viertelfinals in der Saison 1997/98 mit dem FC Carl Zeiss Jena, bei dem der FC St. Pauli, der VfR Mannheim und Hannover 96 jeweils im Elfmeterschießen besiegt wurden. Endstation war die 1:2-Viertelfinalniederlage gegen den MSV Duisburg. In der 2. Fußball-Bundesliga stand Cramer 59-mal auf dem Platz und erzielte dabei fünf Tore, wobei er in der Saison 1995/96 mit Carl Zeiss Jena den sechsten Platz erreichte.

## Erfolge
FC Carl Zeiss Jena
- Erreichen des Viertelfinales im DFB-Pokal: 1997/98

FC Rot-Weiß Erfurt
- Thüringer Landespokalsieger: 2000/01, 2001/02